# Марко Рајковић (фудбалер, 1905)
Марко Рајковић (Бриње, 6. новембар 1905 — Чернавка, 15. октобар 1941) био је југословенски фудбалер.

## Каријера
У каријери је играо за Грађански од 1928. до 1937. углавном на позицији бека, највише у пару са Бернардом Хиглом и касније са Аугустом Бивецом. Током ових девет година одиграо је укупно 158 службених утакмица Грађански и био дуго капитен тима. Током 1937. године вратио се у матични клуб Дерби из Загреба, одакле је и стигао у Грађански.
За репрезентацију Југославије одиграо је две утакмице. Дебитовао је 2. октобра 1931. против Турске у Софији, а други и последњи меч за репрезентацију одиграо је 11. јуна 1933. против Румуније у Букурешту (резултат 0:5).
Погинуо је 15. октобра 1941. као војник усташке Хрватске легије (члан 369. појачане хрватске пуковније) у граду Чернавка крај Полтаве (данас Украјина).

## Наступи за репрезентацију Југославије
| #  | Датум            | Место    | Противник | Резултат | Гол | Такмичење     |
| -- | ---------------- | -------- | --------- | -------- | --- | ------------- |
| 1. | 2. октобар 1931. | Софија   | Турска    | 0:2      | 0   | Балкански куп |
| 2. | 11. јун 1933.    | Букурешт | Румунија  | 0:5      | 0   | Балкански куп |